# Toavina Rambeloson
Toavina Hasitiana Rambeloson (Mananjary, 26 novembre 1992) è un calciatore malgascio, difensore del Saint-Denis.